# Socialistisk Folkeparti

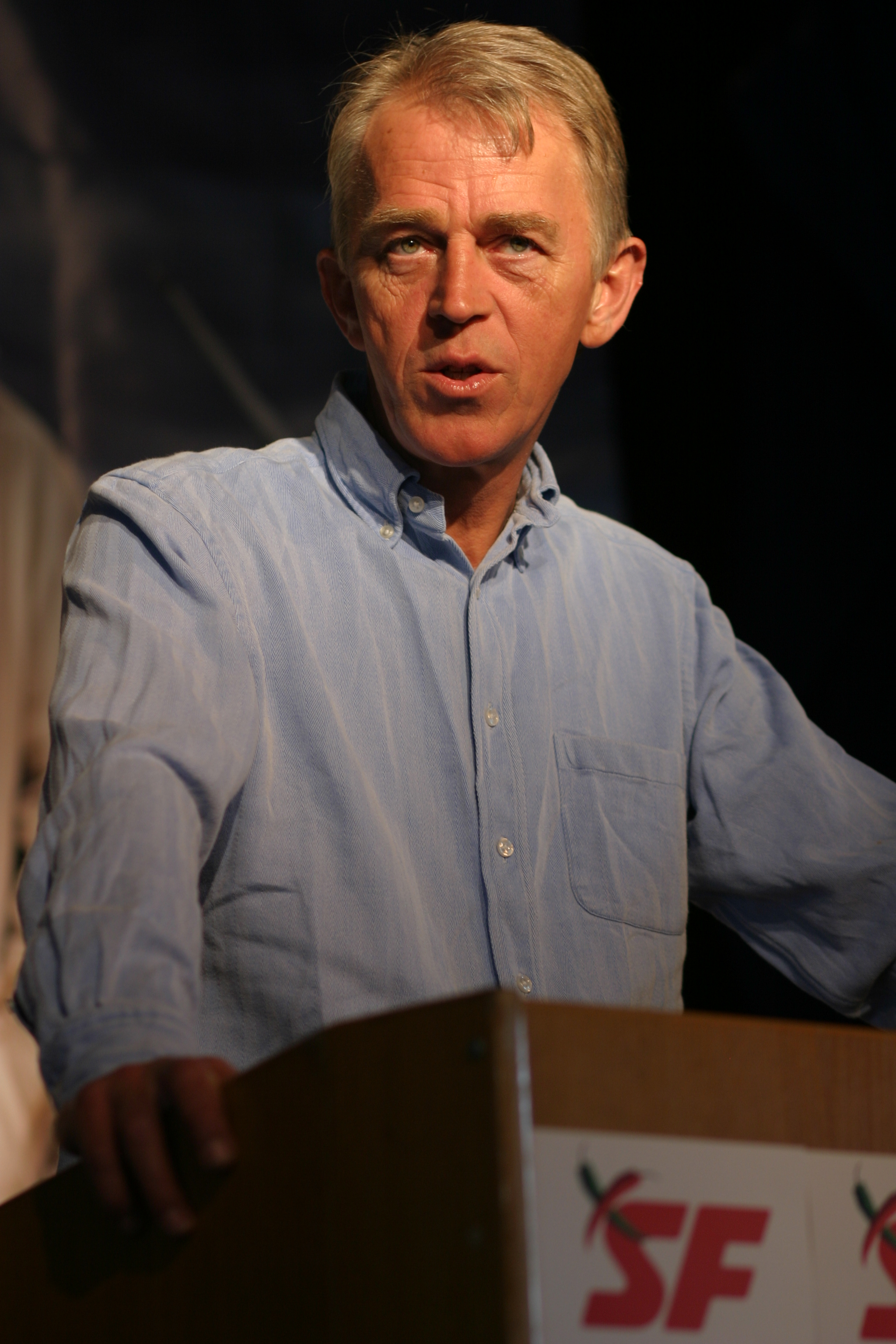
Villy Søvndal, SF:s ledare 2005-12.

Socialistisk Folkeparti, förkortat SF, är ett socialistiskt politiskt parti i Danmark. 

## Historia
Partiet bildades 1959 av Aksel Larsen sedan han året innan blivit utesluten ur Danmarks Kommunistiske Parti (DKP), där han var ordförande. Splittringen inom DKP gällde framför allt förhållandet till Sovjetunionen och vägen till socialismen. Aksel Larsen hade kritiserat det sovjetiska agerandet under Ungernrevolten 1956; han värvades av CIA 1958. SF var från starten ett icke-kommunistiskt parti.
I valet 1960 fick SF 6,1 % av rösterna och vann elva mandat i folketinget, som man sedan dess har varit en del av. I samma val åkte DKP ur folketinget. SF gjorde sitt bästa folketingsval 1987, när man nådde 14,6 % av rösterna.
En radikal vänsterfalang inom SF bröt sig ur 1967 och bildade Venstresocialisterne, ett parti som dock aldrig haft inflytande i dansk politik. Från 1970-talet har SF profilerat sig i miljöfrågor och definierar sig numera både som ett socialistiskt och som ett grönt parti.  
Under partiledaren Villy Søvndal (2005–2012) omprövade partiet sin inställning till Danmarks EU-medlemskap och anammade även vissa delar av Dansk Folkepartis syn på immigrations- och integrationspolitiken. Däremot var SF tydliga motståndare till Danmarks deltagande på USA:s sida i krigen i Afghanistan och Irak.
Socialistisk Folkeparti nådde stora framgångar i valet till folketinget 2007 och samarbetade sedan nära med Socialdemokraterna inför nästa val. I valet 2011 gick SF tydligt bakåt, men vänstersidan vann och SF blev för första gången ett regeringsparti, när man 2011–2014 ingick i Regeringen Helle Thorning-Schmidt I. Under denna tid var dock spänningarna i partiet stora, och efter drygt två år såg man sig tvunget att lämna regeringen. Partiledaren Annette Vilhelmsen avgick, och flera av de yngre politiker som Villy Søvndal satsat på valde att gå över till Socialdemokraterna, bland dem Astrid Krag och Mattias Tesfaye.

## SF och EU
Inom Europapolitiken har SF tidigare varit mot EG ("EF" på danska) och EU men har på senare år omprövat denna hållning. I folkomröstningen om euron 2000 stod SF dock på nejsidan. Kring 2004 var partiet splittrat i fråga om den föreslagna EU-konstitutionen, men inför att folketinget så småningom röstade om Lissabonfördraget 2008 gick SF in i ett blocköverskridande politiskt avtal till stöd för fördraget. Enstaka SF-ledamöter röstade dock nej till fördraget.
SF har i Europaparlamentet tidvis tillhört Gruppen Europeiska enade vänstern/Nordisk grön vänster (GUE/NGL) och dess föregångare Europeiska enade vänstern, tidvis Gruppen De gröna/Europeiska fria alliansen (G/EFA). Partiets nuvarande EU-parlamentariker Margrete Auken valde 2004 att ansluta sig till de gröna, i trots mot partiledningen som föredrog Europeiska enade vänstern/Nordisk grön vänster.

## Partiledare
- Aksel Larsen 1959–1968
- Sigurd Ømann 1968–1974
- Gert Petersen 1974–1991
- Holger K. Nielsen 1991–2005
- Villy Søvndal 2005–2012
- Annette Vilhelmsen 2012–2014
- Pia Olsen Dyhr 2014–